# Per August Peterson
Ej att förväxla med släktingen Pehr August Peterson född i Storslätten 1841 död 1906 på Mösseberg.

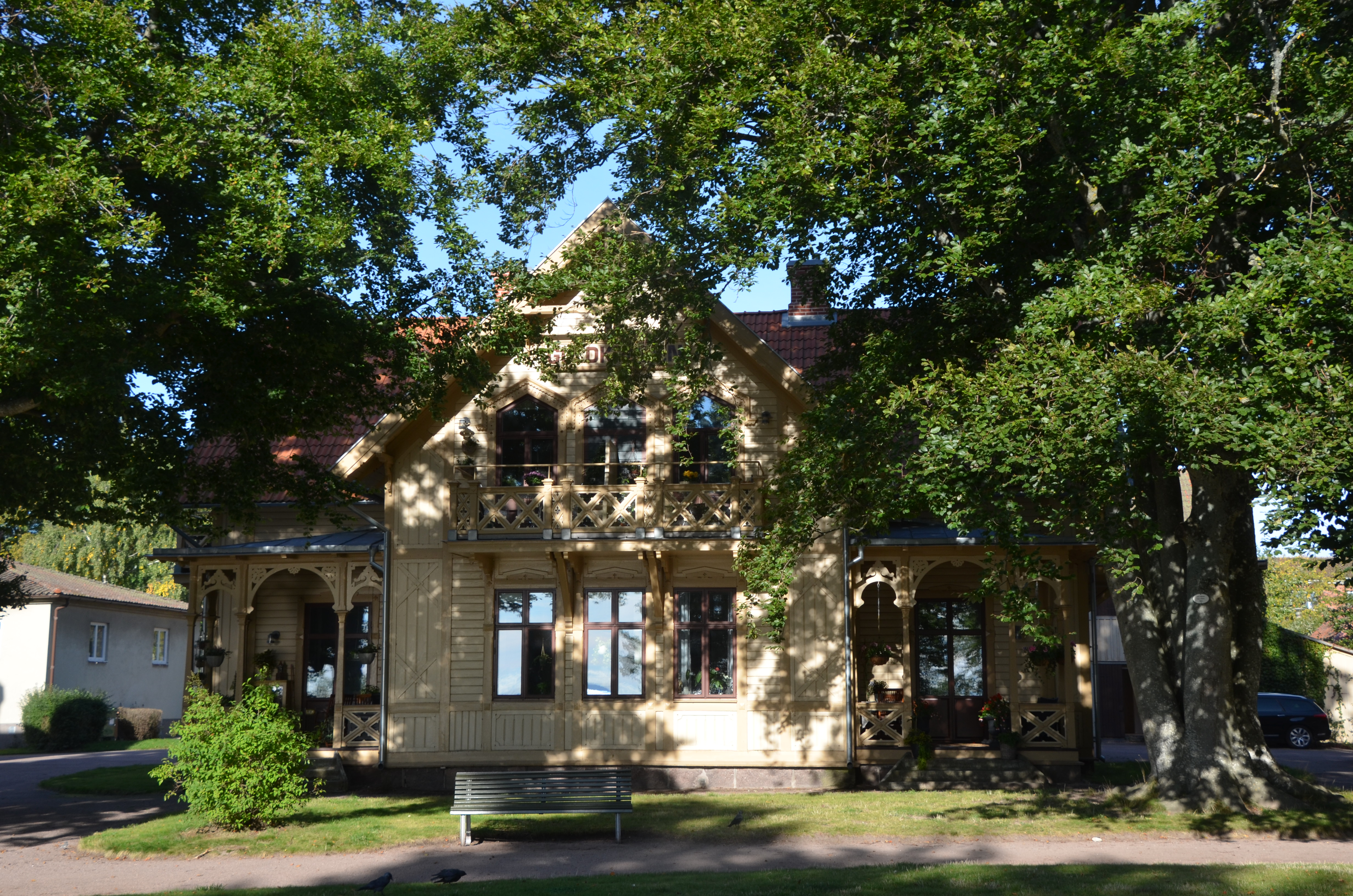
Villa Guldkroken, Hjo

Per August Peterson, tidigare Pehr August Pettersson, född 7 april 1841 i Värsås socken i Skaraborgs län, död där 18 november 1921, var en svensk arkitekt och byggmästare.  
Per August Peterson var äldsta barn av fyra till lantbrukaren Petter Petterson i Värsås och brorson till byggmästaren Anders Pettersson i Värsås. Han började i unga år bygga hus samtidigt som han drev lantbruk.
Han samverkade under många år med arkitekten Charles Emil Löfvenskiöld, som var känd för mönsterritningar för ”lantmannabyggnader”.
Per August Petersson ritade också Mössebergs badhus 1871, Stora missionshuset i Jönköping 1876 och Öggestorps kyrka samma år.
För Hjo Vattenkuranstalt ritade han de tre villorna mellan nuvarande Hotell Bellevue och dåvarande Bad- och societetshuset i Hjo stadspark: Villa Flora, Villa Victoria och Villa Guldkroken, vilka uppfördes 1882–1885. Dessa byggdes i tidens karaktäristiska schweizerstil, med rika dekorsnickerier och stora taksprång. Han ritade också ombyggnader av Bad- och societetshuset på 1880- och 1890-talen, bland annat med en stor veranda mot Vättern.
Per August Peterson utgav en typritningssamling 1889, vars byggnadsideal liknade parkvillornas i Hjo.